# Arrabajos I z Linkos
Arrabajos I (gr.: Ἀρῥαβαῖος, Arrabaios) – król Linkos z dynastii Bakchiadów w latach ok. 430-400 p.n.e. Syn Bromerosa, króla Linkos.

## Życiorys
Nie znamy dat życia i panowania Arrabajosa I. Rządził królestwem Linkos znajdującym się w górnej Macedonii. Wzmiankowany w r. 424 p.n.e., kiedy to przeciwstawiał się połączonym wojskom Perdikkasa II, króla Macedonii, oraz Brazydasa, wodza spartańskiego. W następnym roku, po uzyskaniu pomocy Ilirów, pokonał koalicję macedońsko-spartańską. Ok. r. 415 p.n.e. doszło do zawarcia traktatu między Atenami a przedstawicielami królestwa Macedończyków. „Arrabajos i jego sprzymierzeńcy”, jako osobna strona w układzie, uzyskali dostęp do miejsc handlowych położonych na wybrzeżu Zatoki Termajskiej. Linkos uzyskało przewagę nad Macedonią dopiero ok. r. 400 p.n.e. Archelaos I, nowy król macedoński, był zmuszony zawrzeć przymierze z Sirrasem, królem Elimei. Arrabajos I prawdopodobnie wówczas zmarł. Po jego śmierci, jedynym przedstawicielem rodu był jego nieletni wnuk Arrabajos II, syn Aeroposa. Sirras, jako zięć zmarłego Arrabajosa I, był regentem małoletniego Arrabajosa II. Definitywnym zakończeniem wojny między Linkos a Macedonią był zapewne ślub między Eurydyką I, córką Sirrasa i wnuczką macierzystą Arrabajosa I, a Amyntasem III, przypuszczalnie już wówczas królem macedońskim ok. r. 393 lub 391 p.n.e.